# 2009 في النمسا
فيما يلي قوائم الأحداث التي وقعت خلال عام 2009 في النمسا.

## سياسة

### تعيين في المنصب
- 7 سبتمبر – ألكسندر فان دير بيلين عضو البرلمان الإقليمي فيينا.

## رياضة
- 31 مايو – طواف إيطاليا 2009 الفائزون أستانا 2009 [الإنجليزية]‏، دينيس مينتشوف، ستيفانو جارزيلي، Kevin Seeldraeyers [الإنجليزية]‏.

## أفلام
من الأفلام التي صدرت هذه السنة في النمسا:
- 21 مايو – الشريط الأبيض من إخراج مايكل هاينيكي.

## وفيات

### يناير
- 21 يناير – بيتر برسيديس (مواليد 1947) لاعب كرة قدم نمساوي.
- 24 يناير – كارل كولر (مواليد 1929) لاعب كرة قدم نمساوي.

### أبريل
- 26 أبريل – هانز هولزر (مواليد 1920)

### مايو
- 25 مايو – عاموس إيلون (مواليد 1926) صحفي إسرائيلي.
- 26 مايو – دورس مورينجر (مواليد 1920) كاتبة نمساوية.

### أغسطس
- 24 أغسطس – توني سيلر (مواليد 1935)

### أكتوبر
- 3 أكتوبر – هلموت هوفمان (مواليد 1921)